# Lilla Sågtjärnet
Lilla Sågtjärnet är en sjö i Dals-Eds kommun i Dalsland och ingår i Örekilsälvens huvudavrinningsområde.